# 타이산시

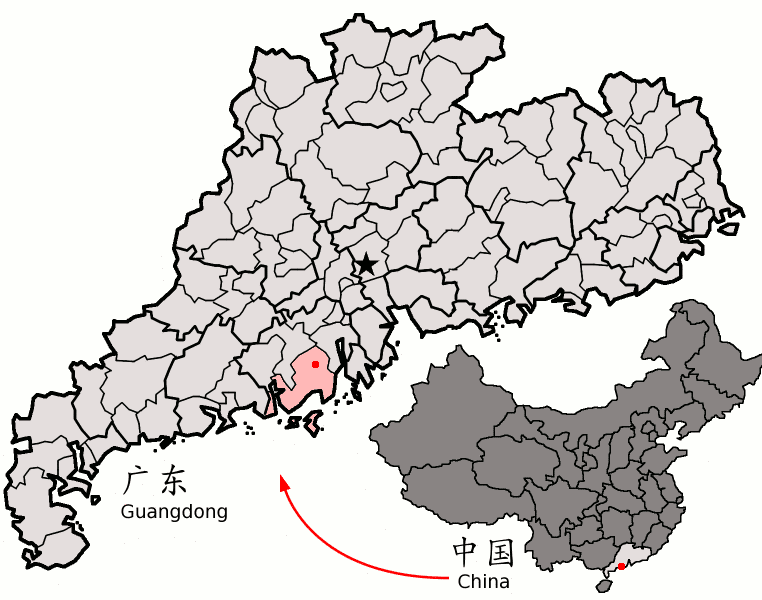
타이산 시의 위치

타이산시(한국어: 대산 시, 중국어: 台山市, 병음: Táishān Shì)는 중화인민공화국 광둥성 장먼 시의 남서쪽에 위치한 현급시이다. 주강 삼각주에 위치하고 홍콩에서 서쪽으로 140km 떨어져있다. 광둥 성에서 가장 큰 섬인 상촨 섬을 비롯해 95개의 크고 작은 섬들을 포함한다. 사읍(四邑)이라고 불리는 지역의 4개의 현급시 중 하나이다. 넓이는 3286km2이고, 인구는 2007년 기준으로 980,000명이다.
20세기 중후반에 미국으로 이주한 화교들 가운데 75% 이상이 타이산 출신으로 추정되어 도시는 "화교의 고향"으로 알려져있다. 1988년에 타이산에 조상을 둔 중국계 미국인이 70%를 차지한다.
타이산 사람들은 타이산화를 사용한다. 1980년대 전에 타이산화는 북아메리카의 차이나타운에서 널리 사용되는 언어였다.

## 역사
명나라 홍치 12년인 1499년 2월 12일에 신후이 현 남서쪽, 타이산에 신닝 현(新宁县)이 설치되었다. 신닝은 또한 로마자로 Sunning, Sinning, Hsinning, Hsînnîng, Llin-nen 등으로 표기된다.
1854년부터 1867년까지 광둥 성 토착민들과 객가인들간의 전쟁이 주로 타이산에서 벌어졌다. 이 전쟁은 본지인과 객가인 모두에게 재앙적인 결과를 낳았다.
1914년에 신닝은 후난성과 쓰촨성의 다른 신닝과의 혼란을 피하기 위해 타이산으로 개칭되었다. 그러나 불행히도 현재는 산둥성의 태산(타이 산, 泰山)과 혼동되고 있다.
1992년 4월 17일에 타이산은 현에서 현급시로 승격되었다.

## 주민
오늘날 현재 타이산의 인구보다 많은 130만 명의 화교들이 타이산에 조상을 두고 있다. 미국 역사가 힘 마크 라이에 따르면 1980년대 중국계 미국인의 70%인 43만 명이 타이산 사람이었다. 현재 중국계 미국인 중 타이산 사람의 수는 50만 명 정도이다.

## 기후
| Taishan (1981−2010)의 기후                     | Taishan (1981−2010)의 기후 | Taishan (1981−2010)의 기후 | Taishan (1981−2010)의 기후 | Taishan (1981−2010)의 기후 | Taishan (1981−2010)의 기후 | Taishan (1981−2010)의 기후 | Taishan (1981−2010)의 기후 | Taishan (1981−2010)의 기후 | Taishan (1981−2010)의 기후 | Taishan (1981−2010)의 기후 | Taishan (1981−2010)의 기후 | Taishan (1981−2010)의 기후 | Taishan (1981−2010)의 기후 |
| 월                                             | 1월                        | 2월                        | 3월                        | 4월                        | 5월                        | 6월                        | 7월                        | 8월                        | 9월                        | 10월                       | 11월                       | 12월                       | 연간                       |
| ---------------------------------------------- | -------------------------- | -------------------------- | -------------------------- | -------------------------- | -------------------------- | -------------------------- | -------------------------- | -------------------------- | -------------------------- | -------------------------- | -------------------------- | -------------------------- | -------------------------- |
| 역대 최고 기온 °C (°F)                         | 28.2 (82.8)                | 29.4 (84.9)                | 32.0 (89.6)                | 33.4 (92.1)                | 35.2 (95.4)                | 37.2 (99.0)                | 38.3 (100.9)               | 37.3 (99.1)                | 36.2 (97.2)                | 34.2 (93.6)                | 32.5 (90.5)                | 29.3 (84.7)                | 38.3 (100.9)               |
| 일평균 최고 기온 °C (°F)                       | 18.7 (65.7)                | 19.4 (66.9)                | 22.3 (72.1)                | 26.2 (79.2)                | 29.6 (85.3)                | 31.2 (88.2)                | 32.4 (90.3)                | 32.3 (90.1)                | 31.0 (87.8)                | 28.5 (83.3)                | 24.4 (75.9)                | 20.4 (68.7)                | 26.4 (79.5)                |
| 일일 평균 기온 °C (°F)                         | 14.2 (57.6)                | 15.4 (59.7)                | 18.4 (65.1)                | 22.6 (72.7)                | 25.8 (78.4)                | 27.5 (81.5)                | 28.4 (83.1)                | 28.1 (82.6)                | 26.9 (80.4)                | 24.3 (75.7)                | 20.0 (68.0)                | 15.7 (60.3)                | 22.3 (72.1)                |
| 일평균 최저 기온 °C (°F)                       | 11.1 (52.0)                | 12.7 (54.9)                | 15.8 (60.4)                | 20.1 (68.2)                | 23.0 (73.4)                | 24.9 (76.8)                | 25.5 (77.9)                | 25.2 (77.4)                | 24.1 (75.4)                | 21.2 (70.2)                | 16.7 (62.1)                | 12.4 (54.3)                | 19.4 (66.9)                |
| 역대 최저 기온 °C (°F)                         | 2.7 (36.9)                 | 2.7 (36.9)                 | 3.2 (37.8)                 | 8.6 (47.5)                 | 14.1 (57.4)                | 18.2 (64.8)                | 21.6 (70.9)                | 21.9 (71.4)                | 16.5 (61.7)                | 11.1 (52.0)                | 5.0 (41.0)                 | 2.0 (35.6)                 | 2.0 (35.6)                 |
| 평균 강수량 mm (인치)                          | 29.5 (1.16)                | 60.0 (2.36)                | 66.1 (2.60)                | 181.2 (7.13)               | 289.3 (11.39)              | 369.2 (14.54)              | 295.1 (11.62)              | 329.8 (12.98)              | 239.0 (9.41)               | 79.4 (3.13)                | 36.1 (1.42)                | 27.9 (1.10)                | 2,002.6 (78.84)            |
| 평균 상대 습도 (%)                             | 74                         | 81                         | 83                         | 84                         | 83                         | 84                         | 82                         | 83                         | 80                         | 74                         | 70                         | 68                         | 79                         |
| 출처: China Meteorological Data Service Center |                            |                            |                            |                            |                            |                            |                            |                            |                            |                            |                            |                            |                            |

## 행정 구역
1개 가도, 16개 진을 관할한다.
- 가도: 台城街道
- 진: 大江镇 , 水步镇 , 四九镇 , 都斛镇 , 赤溪镇 , 冲蒌镇 , 斗山镇 , 广海镇 , 川岛镇 , 端芬镇 , 海宴镇 , 汶村镇 , 三合镇 , 北陡镇 , 深井镇 , 白沙镇